# Saint-Clément-de-Régnat
Saint-Clément-de-Régnat település Franciaországban, Puy-de-Dôme megyében. Lakosainak száma 522 fő (2022. január 1.). Saint-Clément-de-Régnat Bas-et-Lezat, Bussières-et-Pruns, Effiat, Randan, Saint-André-le-Coq, Saint-Denis-Combarnazat, Thuret és Villeneuve-les-Cerfs községekkel határos.

## Népesség
A település népessége az elmúlt években az alábbi módon változott:
| Lakosok száma | 529  | 549  | 577  | 557  | 548  | 539  | 530  | 527  | 522  |
|               | 2013 | 2015 | 2016 | 2017 | 2018 | 2019 | 2020 | 2021 | 2022 |